# 2020 UEFA 챔피언스리그 결승전
2020 UEFA 챔피언스리그 결승전은 UEFA 챔피언스리그의 65번째 결승전이자 현재의 대회명으로 개명 후 28번째 결승 경기이다. 경기는 2020년 8월 23일에 포르투갈 리스본에 위치한 이스타디우 다 루스에서 열릴 예정이다.
이 경기는 원래 2020년 5월 30일에 터키 이스탄불에 위치한 아타튀르크 올림픽 스타디움에서 열릴 예정이었으나 유럽에서 일어난 코로나19 범유행의 여파로 인하여 연기되었다. 유럽 축구 연맹(UEFA) 집행위원회는 2020년 6월 17일에 열린 화상 회의를 통해 2019-20년 UEFA 챔피언스리그의 8강전부터 결승전까지의 경기를 단판 승부 형식으로 변경하여 포르투갈에서 진행하기로 의결했다. 이에 따라 결승전 개최 장소가 포르투갈 리스본에 위치한 이스타디우 다 루스로 변경되었고 결승전 개최 시기 또한 2020년 8월 23일로 변경되었다.
이 경기의 승리 팀은 2020년 UEFA 슈퍼컵에서 2019-20년 UEFA 유로파리그 우승 팀과 경기를 펼친다.

## 팀
아래 테이블에서, 1992년까지 결승전은 유러피언컵 시대였고, 1993년부터 UEFA 챔피언스리그 시대이다.
| 팀            | 이전 결승전 진출 경력 (굵은 글씨체는 우승경력이다.)             |
| ------------- | --------------------------------------------------------------- |
| 파리 생제르맹 | 없음                                                            |
| 바이에른 뮌헨 | 10 (1974, 1975, 1976, 1982, 1987, 1999, 2001, 2010, 2012, 2013) |

## 개최지 선정
유럽 축구 연맹(UEFA) 집행위원회는 2020년 6월 17일에 열린 화상 회의를 통해 2019-20년 UEFA 챔피언스리그 결승전 개최 장소를 포르투갈 리스본에 위치한 이스타디우 다 루스로 변경했다. 이스타디우 다 루스는 포르투갈에서 개최된 UEFA 유로 2004 경기가 열린 경기장 가운데 한 곳이기도 하다.

## 결승전까지 가는 길
Note: 아래 모든 결과들에서, 결승전 진출팀들의 스코어는 먼저 주어진다. (H: 홈; A: 원정; N: 중립)
| 순위 | 팀            | 경기 | 승점 |
| ---- | ------------- | ---- | ---- |
| 1    | 파리 생제르맹 | 6    | 16   |
| 2    | 레알 마드리드 | 6    | 11   |
| 3    | 클럽 브뤼허   | 6    | 3    |
| 4    | 갈라타사라이  | 6    | 2    |

| 순위 | 팀                | 경기 | 승점 |
| ---- | ----------------- | ---- | ---- |
| 1    | 바이에른 뮌헨     | 6    | 18   |
| 2    | 토트넘 홋스퍼     | 6    | 10   |
| 3    | 올림피아코스      | 6    | 4    |
| 4    | 츠르베나 즈베즈다 | 6    | 3    |

## 경기
| 파리 생제르맹 | 0 - 1 | 바이에른 뮌헨 |
| ------------- | ----- | ------------- |
|               |       | 코망 59′      |

| 파리 생제르맹 | 바이에른 뮌헨 |

| GK          | 1  | 케일러 나바스        |     |     |
| RB          | 4  | 틸로 케러            |     |     |
| CB          | 2  | 치아구 시우바 (c)    | 83′ |     |
| CB          | 3  | 프레넬 킴펨베        |     |     |
| LB          | 14 | 주안 베르나트        |     | 80′ |
| CM          | 21 | 안데르 에레라        |     | 72′ |
| CM          | 5  | 마르키뉴스           |     |     |
| CM          | 8  | 레안드로 파레데스    | 52′ | 65′ |
| RF          | 11 | 앙헬 디 마리아       |     | 80′ |
| CF          | 7  | 킬리안 음바페        |     |     |
| LF          | 10 | 네이마르             |     |     |
| 교체 선수:  |    |                      |     |     |
| GK          | 16 | 세르히오 리코        |     |     |
| GK          | 30 | 마르친 부우카        |     |     |
| DF          | 20 | 레뱅 퀴르자와        | 85′ | 80′ |
| DF          | 22 | 압두 디알로          |     |     |
| DF          | 25 | 밋헐 바커르          |     |     |
| DF          | 31 | 콜랭 다그바          |     |     |
| MF          | 6  | 마르코 베라티        |     | 65′ |
| MF          | 19 | 파블로 사라비아      |     |     |
| MF          | 23 | 율리안 드락슬러      |     | 72′ |
| MF          | 27 | 이드리사 게예        |     |     |
| FW          | 17 | 에리크 막심 슈포모팅 |     | 80′ |
| FW          | 18 | 마우로 이카르디      |     |     |
| 감독:       |    |                      |     |     |
| 토마스 투헬 |    |                      |     |     |

| GK              | 1  | 마누엘 노이어 (c)     |       |     |
| RB              | 32 | 요슈아 키미히         |       |     |
| CB              | 17 | 제롬 보아텡           |       | 25′ |
| CB              | 27 | 다비트 알라바         |       |     |
| LB              | 19 | 알폰소 데이비스       | 28′   |     |
| CM              | 6  | 티아고 알칸타라       |       | 86′ |
| CM              | 18 | 레온 고레츠카         |       |     |
| RW              | 22 | 세르주 냐브리         | 52′   | 68′ |
| AM              | 25 | 토마스 뮐러           | 90+4′ |     |
| LW              | 29 | 킹슬레 코망           |       | 68′ |
| CF              | 9  | 로베르트 레반도프스키 |       |     |
| 교체선수:       |    |                       |       |     |
| GK              | 26 | 스벤 울라이히         |       |     |
| GK              | 39 | 론토르벤 호프만       |       |     |
| DF              | 2  | 알바로 오드리오솔라   |       |     |
| DF              | 4  | 니클라스 쥘레         | 56′   | 25′ |
| DF              | 5  | 뱅자맹 파바르         |       |     |
| DF              | 21 | 루카스 에르난데스     |       |     |
| MF              | 8  | 하비 마르티네스       |       |     |
| MF              | 10 | 필리피 코치뉴         |       | 68′ |
| MF              | 11 | 미카엘 퀴장스         |       |     |
| MF              | 14 | 이반 페리시치         |       | 68′ |
| MF              | 24 | 코랑탱 톨리소         |       | 86′ |
| FW              | 35 | 조슈아 지르크제이     |       |     |
| 감독:           |    |                       |       |     |
| 한스디터 플리크 |    |                       |       |     |

| 부심: 로렌조 망가넬리 (이탈리아) 알레산드로 잘라티니 (이탈리아) 대기심: 오비디우 하체간 (루마니아) VAR 심판: 마시밀리아노 이라티 (이탈리아) 보조 VAR 심판: 마르코 구이다 (이탈리아) 오프사이드 VAR 심판: 로베르토 디아스 페레스 델 팔로마르 (스페인) VAR 지원심: 알레한드로 에르난데스 에르난데스 (스페인) | 경기 규칙 - 전후반 90분 동안 경기를 진행한다. - 전후반 90분 상황에서 동점이면 연장전 30분을 진행한다. - 연장전에서도 동점이면 승부차기를 진행한다. - 교체 선수 명단은 12명까지 올릴 수 있으며 한 팀당 최대 5명까지 교체할 수 있다. 연장전에 들어간 경우에는 최대 6명까지 교체할 수 있다. 각 팀에게는 3번의 선수 교체 기회가 주어지며 연장전에 한해 4번째 선수 교체 기회가 주어진다. 단 하프타임, 연장전 시작 이전, 연장전 하프타임에 일어난 선수 교체는 제외된다. |

## 같이 보기
- 2019-20년 UEFA 챔피언스리그
- 2020 UEFA 유로파리그 결승전
- 2020년 UEFA 슈퍼컵